# Улинъюань (район)
Улинъюа́нь (кит. упр. 武陵源, пиньинь Wǔlíngyuán) — район городского подчинения городского округа Чжанцзяцзе провинции Хунань (КНР). Район назван в честь находящегося на его территории объекта Всемирного наследия ЮНЕСКО.

## История
Во времена империи Цин эти места были частью уезда Цыли Личжоуской области (澧州) Юэчжоуской управы (岳州府). Когда в начале XVIII века началась политика по интеграции национальных меньшинств в имперские структуры, то в 1729 году область была поднята в статусе и подчинена напрямую властям провинции, став Личжоуской непосредственно управляемой областью (澧州直隶州), а в 1735 году из уезда Цыли был выделен уезд Юндин (永定县). После Синьхайской революции после реформы структуры административного деления была проведена сверка названий уездов по всей стране, и выяснилось, что в провинции Фуцзянь также существует уезд Юндин, поэтому в 1914 году уезд Юндин был переименован в Даюн (大庸县).
После образования КНР в 1949 году был создан Специальный район Юншунь (永顺专区), и уезд вошёл в его состав. В 1952 году Специальный район Юншунь был расформирован, и уезд перешёл в состав Сянси-Мяоского автономного района (湘西苗族自治区), который в 1957 году был переименован в Сянси-Туцзя-Мяоский автономный округ.
Постановлением Госсовета КНР от 24 мая 1985 года уезд Даюн был преобразован в городской уезд. 
Постановлением Госсовета КНР от 18 мая 1988 года был образован городской округ Даюн (大庸市), в состав которого вошла территория бывшего городского уезда Даюн, разделённая на районы Юндин и Улинъюань.
Постановлением Госсовета КНР от 4 апреля 1994 года городской округ Даюн был переименован в Чжанцзяцзе.

## Административное деление
Район делится на 2 уличных комитета и 2 волости.